# Villanova Truschedu
Villanova Truschedu – miejscowość i gmina we Włoszech, w regionie Sardynia, w prowincji Oristano.
Według danych na rok 2004 gminę zamieszkiwało 321 osób, 20,1 os./km². Graniczy z Fordongianus, Ollastra, Paulilatino i Zerfaliu.